# Daphnis nerii
Daphnis
nerii (tên cũ Deilephila nerii), được biết đến với tên Oleander Hawk-moth, là một loài bướm đêm thuộc họ Sphingidae. Loài này phân bố ở châu Phi, châu Á. Đây là loài di cư bay đến đông và Nam Âu vào mùa hè.

## Chú thích

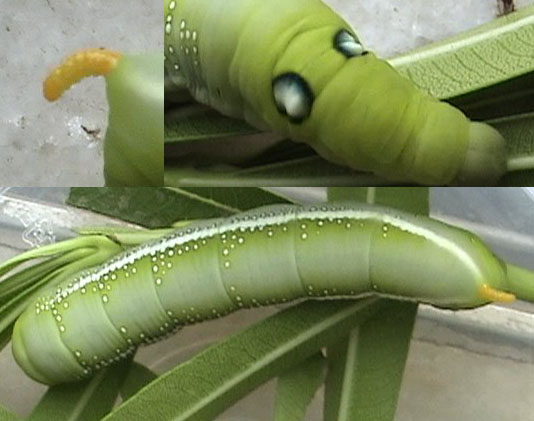
Ấu trùng

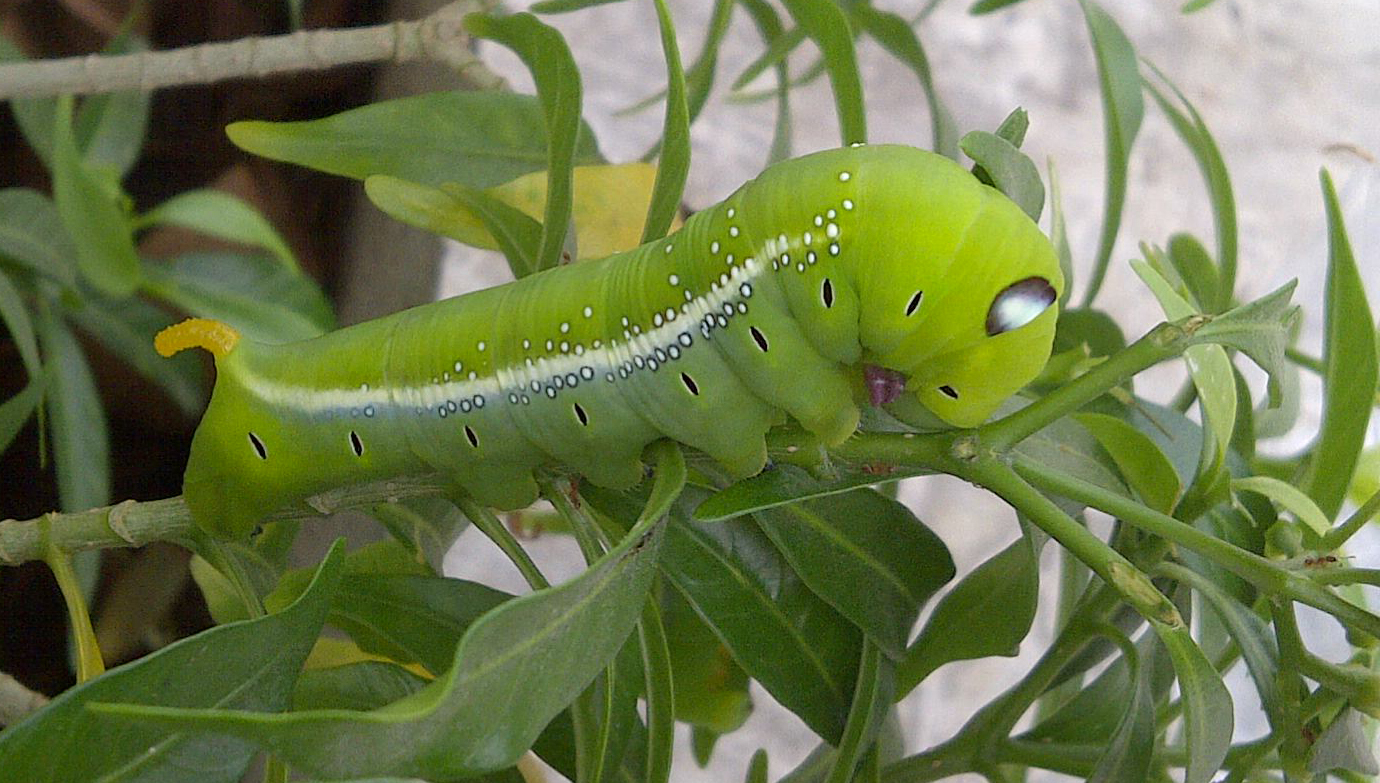
kén (nhộng)

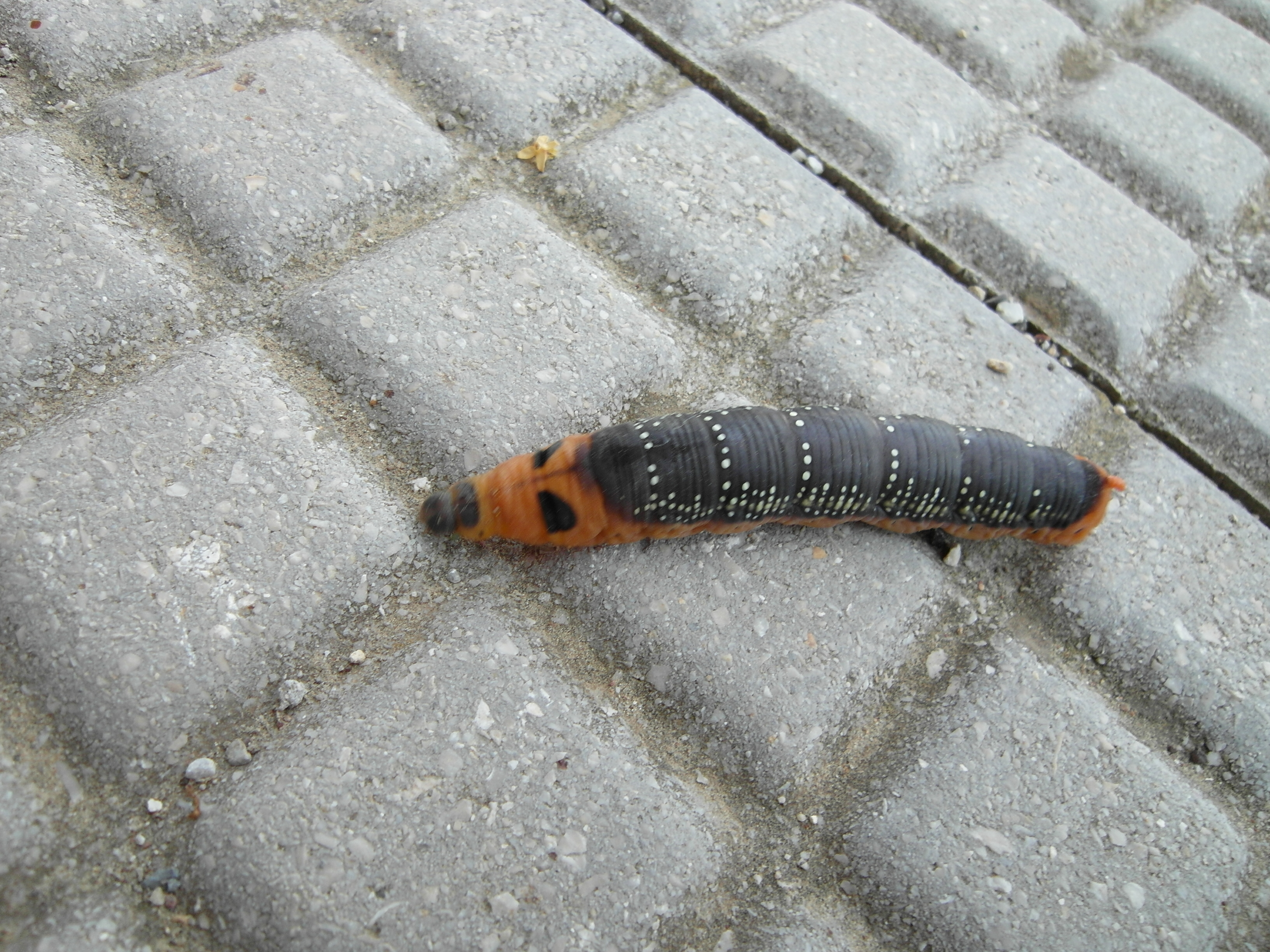
ấu trùng sắp thành kén

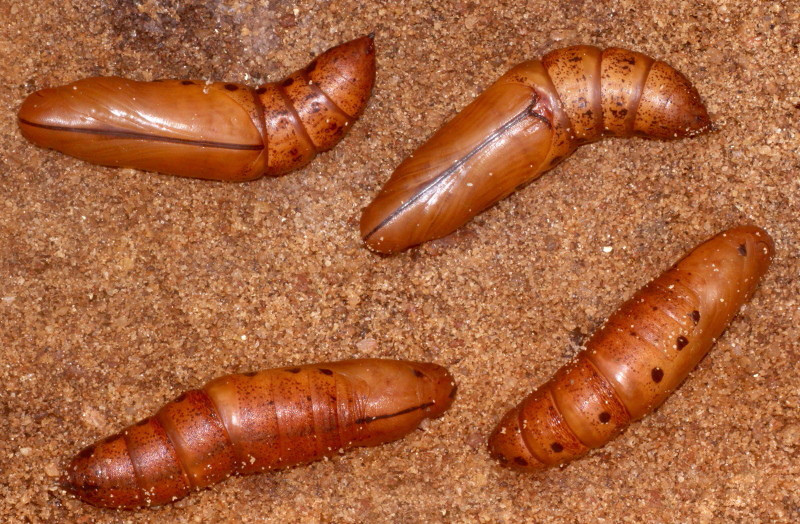
kén (nhộng)

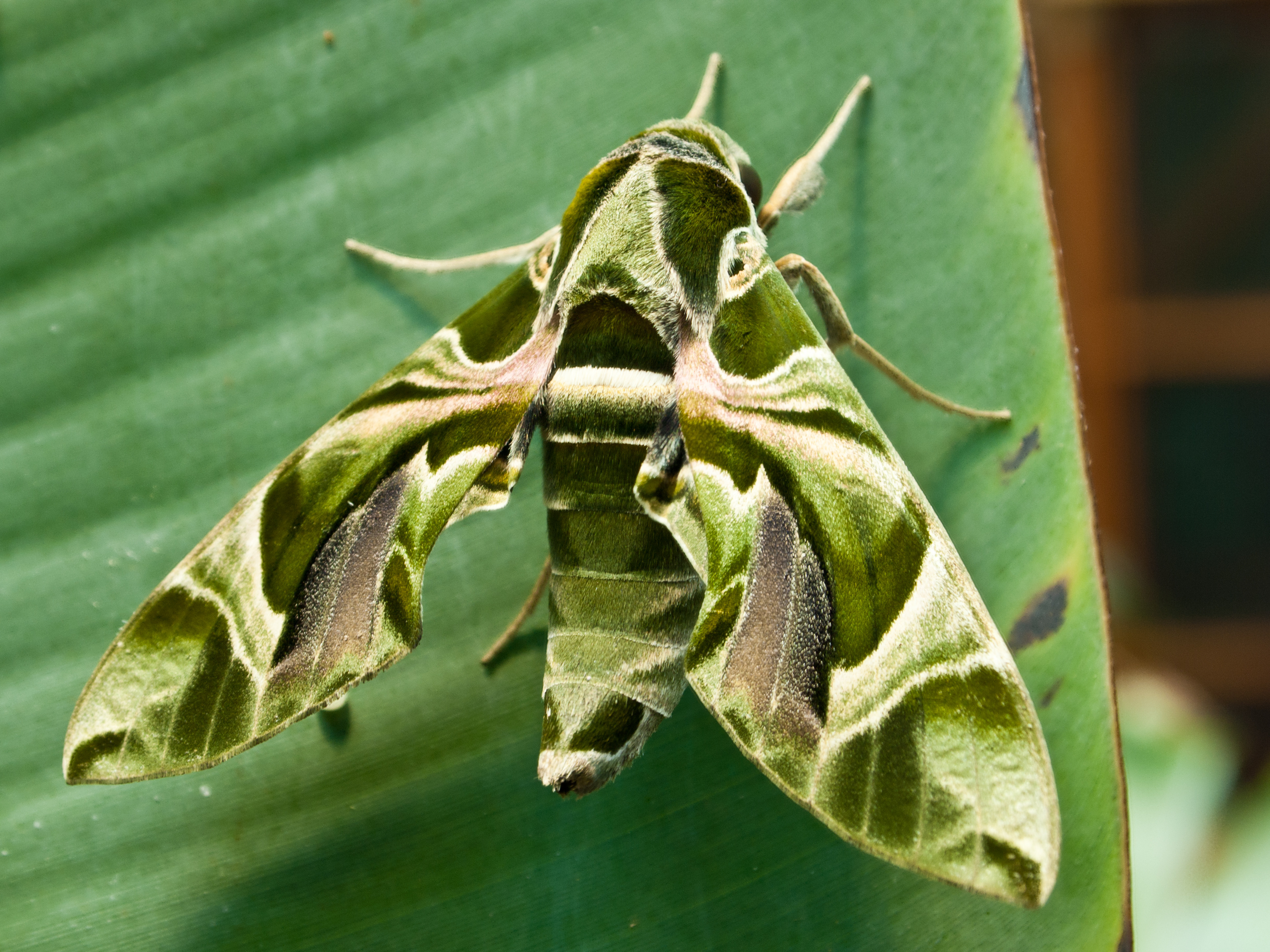
bướm